# Immonville
Immonville est une ancienne commune française.

## Toponymie
Le nom de la localité est attesté sous les formes Ymonvilla (1333) ; Ymonville (1519) ; Imonville (1779) ; Himonville (1825).

## Histoire
Village de l'ancienne province du Barrois.
La commune d'Immonville est réunie à celle de Lantéfontaine par décret du 8 octobre 1811.

## Démographie
| 1793 | 1800 | 1806 |
| ---- | ---- | ---- |
| 168  | 111  | 110  |

## Lieux et monuments
- Église paroissiale Saint-Pierre, nef et chœur du XIIe siècle ; baies de la nef repercées au XVIIIe ou XIXe siècle ; tour clocher et façade occidentale reconstruites en 1856
- Calvaire érigé au début du XVIe siècle, situé place de l'École ; restauré en 1776 ; œuvre de l'atelier du maître de Mairy